# Garth (nome)
Garth  è un nome proprio di persona inglese maschile.

## Origine e diffusione
Riprende il cognome inglese Garth, basato sul medio inglese garth ("giardino", "recinto"), il quale era in origine un appellativo riferito a una persona che lavorasse in un giardino (o nei suoi pressi).
Va detto, per completezza, che il nome potrebbe avere anche origini più antiche, risalenti fino all'XI-XII secolo, e derivando da un comune nome norreno, Garðr (da garðr, sempre "giardino", "cortile"); tuttavia una simile teoria, per quanto molto plausibile, rimane non provata.
Il cognome venne usato come nome proprio da molti scrittori dal XIX secolo, come ad esempio Florence Barclay nel suo romanzo del 1909 The Rosary, portando all'uso del nome da parte della popolazione all'inizio del XX secolo. Viene sovente confuso con il nome Gareth, al quale però non è correlato.

## Onomastico
Nessun santo porta il nome "Garth"; l'onomastico ricorre pertanto il 1º novembre, giorno di Ognissanti.

## Persone

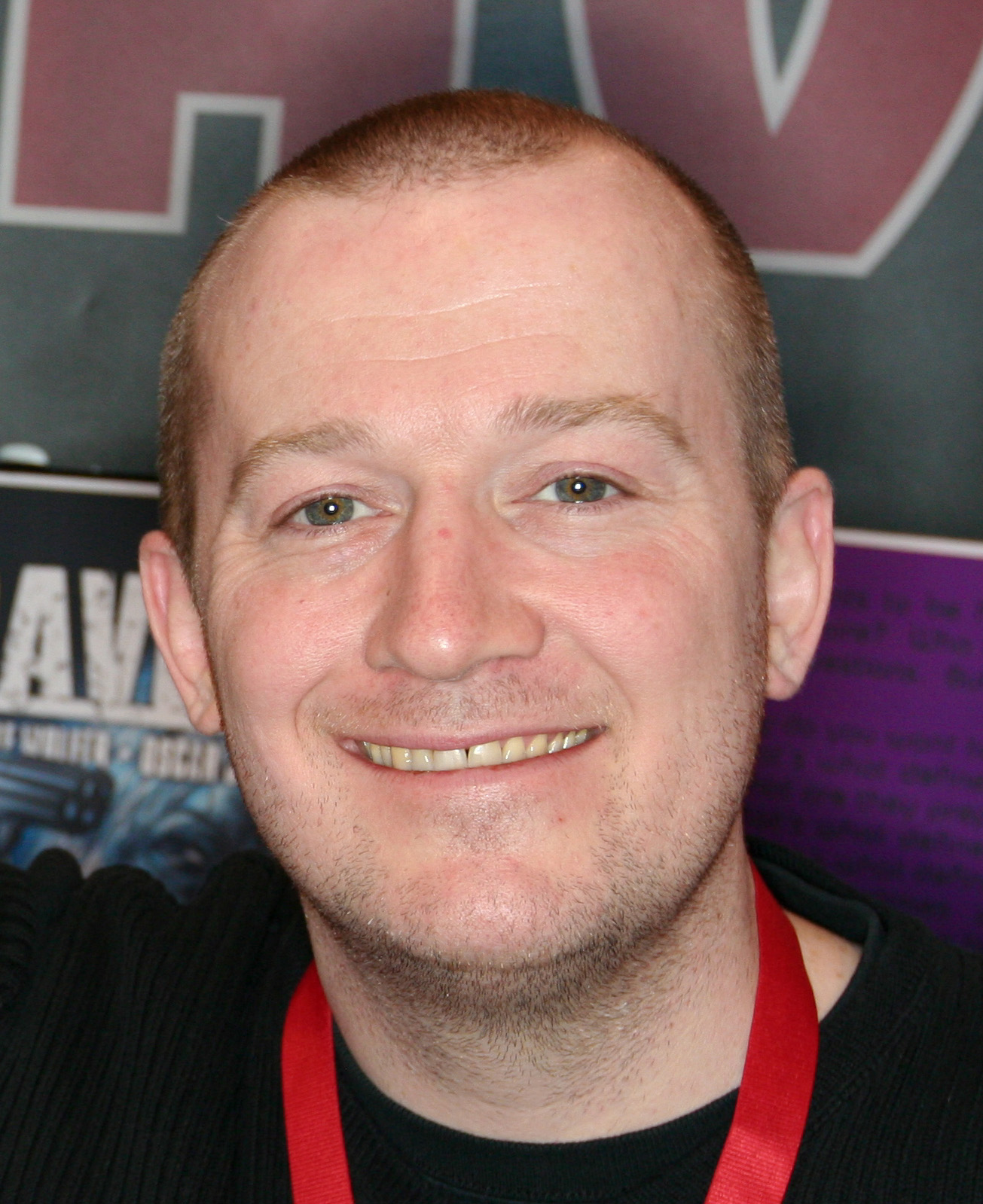
Garth Ennis

- Garth Brooks, cantante statunitense
- Garth Ennis, fumettista britannico
- Garth Hudson, musicista canadese
- Garth Jennings, regista britannico
- Garth Joseph, cestista dominicese
- Garth Stein, scrittore e produttore cinematografico statunitense

## Il nome nelle arti
- Garth è un personaggio dei fumetti DC Comics.
- Garth è un personaggio del videogioco Fable II.
- Garth è un personaggio dei romanzi del ciclo degli Eredi di Shannara, scritta da Terry Brooks.